# Liste des parcs de loisirs de Suède

## Bohuslän
- Liseberg, Göteborg

## Dalécarlie
- Santaworld, Gesundaberget
- Sommarland Silya, Rattvik

## Gotland
- Kneippbyn, Visby

## Gästrikland
- Furuvik, Gävle

## Öland
- Ölands Djur & Nöjespark, Färjestaden

## Östergötland
- Kolmårdens Djurpark, Norrköping

## Scanie
- Folkets Park, Malmö
- Tosselilla Sommarland, Tomelilla

## Småland
- High Chaparral, Värnamo
- Kabe Sommarland, Jönköping
- Le Monde d'Astrid Lindgren, Vimmerby

## Uppland
- Gröna Lund, Stockholm

## Västergötland
- Skara Sommarland, Skara